# Пантелеимон (Рудык)
Архиепи́скоп Пантеле́имон (в миру Пётр Стефа́нович Рудык; 16 июня 1898, Липовцы, Округ Перемышляны, Королевство Галиции и Лодомерии — 2 октября 1968, Эдмонтон, Канада) — епископ Русской православной церкви, архиепископ Эдмонтонский и Канадский Русской православной церкви (1959—1968), в 1946—1959 годах — епископ Русской зарубежной церкви, в 1941—1946 годах — епископ Украинской автономной церкви в юрисдикции Московского патриархата.

## Биография
Родился 16 июня 1898 года в Перемышлянах (ныне Львовский район, Львовская область) в набожной галицкой крестьянской семье.
В 1912 году в возрасте четырнадцати лет перешел австрийско-русскую границу и прибыл в Почаевскую лавру и по благословению Антония (Храповицкого), архиепископа Житомирского и Волынского, Священноархимандрита Лавры, был принят в число её воспитанников с правом ношения подрясника. Учился в начальной школе при лавре.
При приближении линии австро-российского фронта во время Первой мировой войны в 1915 году, был эвакуирован вместе с братией Почаевской лавры в Святогорскую Успенскую пустынь Харьковской епархии. В это время Пётр числился послушником.
В 1920 году после возвращения из эвакуации пострижен в монашество.
В 1922 году закончил полный курс Иноческо-Богословской школы при Почаевской лавре и был рукоположён во иеродиакона. 21 июля 1922 года рукоположён во иеромонаха.
После окончания богословских классов Волынской семинарии в Кременце, в начале 1925 года был направлен в новооткрывшийся Православный Богословский факультет Варшавского университета, который окончил в 1928 году.
С 1925 года — настоятель Георгиевского храма во Львове. Одновременно был назначен благочинным нескольких возвратившихся из унии галицких приходов. В этот период он занимается миссионерской деятельностью среди русинов-грекокатоликов. Совместно с иеромонахом Вениамином (Новицким) открыл миссионерскую школу по подготовке миссионеров для просвещения униатов из местных кадров.
За ревностные труды был возведён в сан игумена.
В 1929 году указу митрополита Варшавского и всея Польши Дионисия становится настоятелем Загаецкого монастыря на Волыни (ныне Шумский район Тернопольской области) с возведением в сан архимандрита.
С 1933 года — наместник Почаевской лавры. Особое внимание уделял строгому соблюдению церковного устава и возрождению «киевского распева». Противодействовал попыткам передачи лавры униатам. В 1934 году открывает в Лавре шестимесячную богословскую школу для иноков.
После присоединения осенью 1939 года восточных территорий Польши к ССР и назначения экзархом западных областей Украины и Белоруссии в октябре 1940 года архиепископа Николая (Ярушевича), который в феврале 1941 года посетил Почаевскую лавру и рекомендовал восстановление православной епископской кафедры во Львове и персонально архимандрита Пантелеимона, 27 марта 1941 года в Богоявленском Елоховском соборе Москвы хиротонисан во епископа Львовского. Хиротонию совершили: местоблюститель патриаршего престола митрополит Сергий (Страгородский), экзарх западных областей Украины и Белоруссии митрополит Волынский и Луцкий Николай (Ярушевич), экзарх Латвии и Эстонии митрополит Литовский и Виленский Сергий (Воскресенский), архиепископ Ровенский и Кременецкий Алексий (Громадский), епископ Камень-Каширский Антоний (Марценко), архиепископ Острожский Симон (Ивановский), архиепископ Орловский Николай (Могилевский). В его юрисдикцию вошли все перешедшие из униатства в Московский патриархат приходы новообразованных Тернопольской и Львовской областей.
2 июня 1941 года указом Московской Патриархии освобождён от должности наместника Почаевской лавры с предписанием постоянного пребывания во Львове, где для него была подготовлена резиденция.
После оккупации западной Украины Германией, принял участие в Епископском совещании в Почаевской лавре, состоявшемся 18 августа 1941 года, на котором, ввиду невозможности какой-либо связи через линию фронта со священноначалием Русской Православной Церкви в Москве, было провозглашено временное создание автономной Украинской Церкви. Автономный статус не был признан Московским Патриархатом, но члены автономной Украинской Церкви не считались раскольниками и не подверглись каноническим прещениям.
С декабря 1941 года назначен временно управляющим Киевской епархией автономной Украинской Церкви. 18 декабря 1941 года на правах епархиального архиерея прибыл в Киев.
Согласно «Материалам Украинской церкви за 1941—1943 гг.» полиции безопасности и СД в Киеве от 11 июня 1943 года: «не является священным светилой, не смог окончить своё теологическое образование, но всё же надо подчеркнуть его хитрость. Выступает против автокефальной церкви. В основном его надо рассматривать центром сопротивления против автокефалии. Последнее время он всячески стремится стать архиепископом. В своём теперешнем положении епископа киевского он не может принести вреда, но не рекомендуется расширять его власть».
25 сентября 1943 года, вместе со своим келейником и иподиаконом монахом Димитрием (Щур) по распоряжению немецкой власти об эвакуации гражданского населения был вынужден эмигрировать.
После отъезда из Киева остановился в Варшаве. После ареста советскими спецслужбами первоиерарха Украинской Автономной Церкви Дамаскина (Малюты), митрополитом Дионисием (Валединским) в апреле 1944 года назначен главой Автономной Церкви, которая к тому времени, ввиду наступления Красной армии, заканчивала своё существование.
В соответствии с обращением пяти проживавших в Германии архиереев автономной Украинской Православной Церкви от 6 сентября 1945 года Архиерейский Синод РПЦЗ в тот же день постановил принять их в юрисдикцию Русской Православной Церкви за границей, а архиепископа Пантелеимона (Рудыка) ввести в свой состав. Стал играть видную роль в Синоде РПЦЗ. 11 мая 1946 года Архиерейский Синод постановил учредить Синодальный миссионерский комитет под председательством архиепископа Пантелеимона и о награждении его бриллиантовым крестом для ношения на клобуке.
После окончания Второй мировой войны оказался лагере для перемещенных лиц в Германии Шлясхайме близ Мюнхена, где проживало более 7000 беженцев.
В конце 1947 года был направлен на служение в Аргентину как архиепископ Буэнос-Айресский и Аргентинский вместо ушедшего с подчинёнными ему приходами из РПЦЗ в Северо-Американскую митрополию протопресвитера Константина Изразцова.
Прибыл в Буэнос-Айрес в начале 1948 года. Безуспешно оспаривал права протопресвитера Константина Изразцова на имущество Свято-Троицкого прихода. Кафедральный собор, епархиальное управление и архиерейский дом пришлось размещать в наёмных помещениях. Архиепископ Пантелеимон преуспел в устроении епархиального центра, но, из-за противодействия Константина Изразцова и интриг римо-католического клира, с аргентинскими властями не поладил и апреле 1951 года был выслан из страны. Та же участь ожидала и прибывшего в Аргентину иерарха Московского Патриархата Феодора (Текучёва).
В 1951 году был направлен в Тунис — управлять приходами Северной Африки, где после Второй мировой войны сложилась достаточно большая русская колония. Назначение состоялось без предварительного согласования с Александрийским патриархатом, представители которого появление русского архиерея в Северной Африке встретили враждебно. Патриарх Александрийский Христофор II, запретил сослужения своих клириков со священниками РПЦЗ, находящимися в подчинении архиепископа Пантелеимона. Пантелеимону часто приходилось служить одному без священника, ввиду болезни настоятеля храма в Тунисе протоиерея Константина Малиженовского.
24 сентября 1951 года назначен правящим архиереем Западноканадской епархии, но указ о назначении не разглашался до его прибытия в Эдмонтон, так как в Архиерейском Синоде РПЦЗ опасались противодействия со стороны многочисленных в Западной Канаде украинских автокефалистов. До прибытия архиепископа Пантелеимона на место служения в ноябре 1952 года обязанности администратора епархии временно исполнял архимандрит Антоний (Медведев), по свидетельствам которого, дела в епархии в это время были расстроены. Кроме Эдмонтона регулярные богослужения совершались лишь в трёх приходах: в Ванкувере, Калгари, Виннипеге, а также в Покровском женском скиту. Часть приходов РПЦЗ окормлялась клириками других юрисдикций.
26 февраля 1954 года переведён на Восточно-Канадскую и Монреальскую кафедру, а Эдмонтонскую кафедру занял епископ Виталий (Устинов).
1 мая 1957 года решением Архиерейского Синода РПЦЗ был уволен на покой, подвергшись клеветнической кампании. Кроме самого владыки Пантелеимона, несправедливыми обвинения считали епископ Савва (Сарачевич), протоиерей Митрофан Зноско-Боровский, его долголетний келейник архимандрит Димитрий (Щур), многочисленные духовные чада. Главным обвинителем архиепископа Пантелеимона был протоиерей Георгий Граббе. 28 июня 1959 года протоиерей Зноско-Боровский в личной беседе с Первоиерархом РПЦЗ митрополитом Анастасием (Грибановским) так характеризовал архиепископа Пантелеимона: «За владыкой Пантелеймоном большие заслуги в борьбе за Православие в Польше, он был гоним Римской Курией и гражданскими властями за жертвенную и успешную борьбу с унией. Знаю его и как достойного архимандрита Почаевской Лавры. На всем своем пастырском иноческом пути Архиепископ Пантелеймон ничем себя не запятнал. А то, что сообщил о нем Вашему Высокопреосвященству у кормила церковного Управления стоящий протоиерей, это, полагаю, дело его личной церковной политики. Он спешит сразить достойного и сильного, ему неугодного архиерея».
5 марта 1959 года, после принесения покаяния, был принят в клир Московского патриархата. В ответ на это 9 ноября 1959 года Архиерейский собор РПЦЗ принял решение, что клирики Московского Патриархата, желающие присоединиться к РПЦЗ, должны тщательно изучаться на предмет того, не являются ли они агентами советских спецслужб. В случае подтверждения последнего факта Архиерейский синод РПЦЗ должен отказать в признании действительности их посвящений. В других случаях клирики могут быть приняты в ведение РПЦЗ по чину, применявшемуся в Русской Церкви для приёма обновленческих клириков. Клирики, присоединявшиеся в РПЦЗ из МП, должны были подписать заявление: «Я <…> [и]скренне сожалею о своём пребывании в составе клира Московской Патриархии, находящейся в союзе с богоборческой властью. Отметаю все беззаконные действия Московского священноначалия в связи с поддержкой им богоборческой власти».
8 августа 1959 года назначен архиепископом Эдмонтонским и Канадским. В начале служения в новообразованной Эдмонтонско-Канадской епархии не хватало духовенства: кроме архиепископа Пантелеимона было всего 3 священника. По ходатайству перед Председателем Отдела внешних церковных сношений Московского патриархата Никодимом (Ротовым) в Канаду для окормления соотечественников стали посылать клириков Украинского Экзархата.
В 1967 году совершил паломническую поездку по СССР, во время которой была организована его встреча с архиепископом Вениамином (Новицким), также служившим на оккупированной Украине и отбывшим 10 лет сталинских лагерей.
Скончался 2 октября 1968 года в 5:30 в госпитале Александра в Эдмонтоне. Согласно ранее высказанному пожеланию, был похоронен на кладбище при храме Рождества Богородицы в местечке Реббит Хилл (Канада).